# Schlehecken (Bergisch Gladbach)
Schlehecken ist ein Ortsteil im Stadtteil Bensberg von Bergisch Gladbach.

## Geschichte
Der Siedlungsname Schlehecken greift die frühere Gewannenbezeichnung Auf der Schlehecken auf, den das Urkataster nördlich der heutigen Wipperfürther Straße verzeichnet. Das Bestimmungswort Schleh steht etymologisch im Zusammenhang mit dem mittelhochdeutschen Pflanzennamen „slêhe“ (= Schlehe) und meint damit den Schlehen- oder Schwarzdornstrauch. Folglich könnte es sich um eine Hecke aus Schlehensträuchern gehandelt haben, die der Abgrenzung eines Feldes diente.